# Araneus gemma
Araneus gemma är en spindelart som först beskrevs av Henry Christopher McCook 1888.  Araneus gemma ingår i släktet Araneus och familjen hjulspindlar. Inga underarter finns listade i Catalogue of Life.

## Bildgalleri

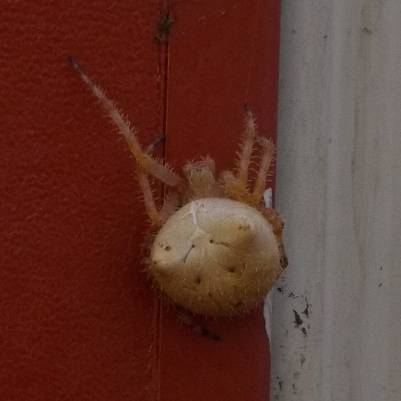